# Società per la Promozione e Sviluppo Industriale
La  SPI - Società per la Promozione e Sviluppo Imprenditoriale S.p.A era una azienda pubblica italiana che era stata creata per intraprendere programmi e politiche di promozione e sviluppo industriale sul territorio in particolare la creazione, l'innovazione e l'internazionalizzazione di piccole e medie imprese. Era di proprietà di Cofiri (Gruppo IRI).

## Storia
Era nata il 20 aprile 1954 come Isap - Istituto per lo sviluppo delle attività produttive S.p.A. per promuovere lo sviluppo nel Sud Italia. Nel maggio 1970 diventa Spi - Promozione e sviluppo industriale S.p.A.. Nel 2000 confluisce in Sviluppo Italia.